# Temas
Temas is een bestuurslaag in het regentschap Batu van de provincie Oost-Java, Indonesië. Temas telt 16.379 inwoners (volkstelling 2010).